# توم إيفانز (لاعب كرة قدم)
توم إيفانز (بالإنجليزية: Tom Evans)‏ (28 نوفمبر 1907 في المملكة المتحدة - 1 يناير 1993) هو لاعب كرة قدم ويلزي في مركز نصف الجناح. لعب مع توتنهام هوتسبير ونادي تون بينتري ووست بروميتش ألبيون وLeytonstone F.C. ‏ وNorthfleet United F.C. ‏.

## وصلات خارجية
- توم إيفانز على موقع قاعدة بيانات كرة القدم.إي يو (الإنجليزية)